# (1677) Tycho Brahe
Pour les articles homonymes, voir Brahe (homonymie).
(1677) Tycho Brahe est un astéroïde découvert par Yrjö Väisälä, le 6 septembre 1940.
Il tire son nom de celui de l'astronome danois Tycho Brahe.